# Biscione
El biscione ("gran culebra"), también conocido como vipera ("víbora"), es un cargo heráldico representando en argén una serpiente sobre campo de azur en el acto de comer o "dar a luz" (por la boca) a un ser humano (normalmente un niño y a veces descrito como un moro o un turco otomano).  Es un símbolo histórico de la ciudad de Milán, utilizado por las empresas con sede en la ciudad. Su origen es desconocido, si bien se ha afirmado que fue tomado del escudo de un sarraceno muerto por Ottone Visconti durante las cruzadas.

## Historia

El escudo de armas de la Casa de Visconti mostrando al biscione

Etimológicamente, la palabra biscione es un aumentativo masculino del femenino italiano biscia "culebra" (corrompido de bistia, en última instancia del latín bestia "bestia").
El cargo se asoció a la ciudad después de que la familia Visconti se hiciera con el control de Milán en 1277; Bonvesino de la Riva lo registra en su obra De magnalibus urbis Mediolani (Sobre las maravillas de la ciudad de Milán) como un símbolo de los Visconti no más tarde de finales del siglo XIII. El símbolo puede haber derivado de una serpiente de bronce traída a Milán desde Constantinopla por Arnulfo II de Arsago (arzobispo de Milán 998-1018) en el siglo XI.
Una de las representaciones más antiguas del biscione se encuentra en el Gran Salón del Castillo Visconti de Angera. La sala fue pintada a finales del siglo XIII con frescos que celebran la victoria del arzobispo Ottone Visconti contra la familia rival de los Della Torre. En las pechinas de la sala se representa a la víbora tragándose una pequeña figura humana.
El biscione siguió asociado al Ducado de Milán incluso después de que la línea de los Visconti se extinguiera en el siglo XV. La Casa de los Sforza incorporó el símbolo a su escudo de armas tras hacerse con el ducado.

## Uso contemporáneo
Como símbolo de Milán, el biscione es utilizado por múltiples organizaciones asociadas o con sede en la ciudad. El club de fútbol Inter de Milán suele estar representado por un biscione, y la camiseta visitante del equipo para la temporada 2010-11 lleva el símbolo de forma destacada. El fabricante de automóviles Alfa Romeo, con sede en Milán (también conocido como la Casa del Biscione, que en italiano significa "Casa del Biscione" o "Marca del Biscione"), incluye un biscione en su logotipo empalado con una cruz roja sobre blanco (derivado de la bandera de Milán), al igual que el fabricante de máquinas de café expreso Bezzera. Silvio Berlusconi, que nació en Milán, utilizaba símbolos estilizados del biscione en los logotipos de sus empresas Mediaset y Fininvest (con el niño sustituido por una flor); sus zonas residenciales Milano Due y Milano Tre y el canal de televisión Canale 5, propiedad de Mediaset, también utilizan imágenes inspiradas en el biscione.
Fuera de Milán, un diseño similar se encuentra en los sellos del noble húngaro Nicolás I Garai, palatino del rey de Hungría (1375-1385). En este caso, la serpiente coronada devora el orbe de un soberano, en lugar de un ser humano. Las armas de las ciudades de Sanok (Polonia) y Pruzhany (Bielorrusia) también presentan el símbolo, en honor al matrimonio de Bona Sforza con Segismundo I de Polonia cuando ambas ciudades formaban parte de Polonia-Lituania.
El grupo Lacuna Coil utilizó un biscione para la portada del álbum Black Anima y para las cartas del tarot de edición limitada.

## Símbolos similares

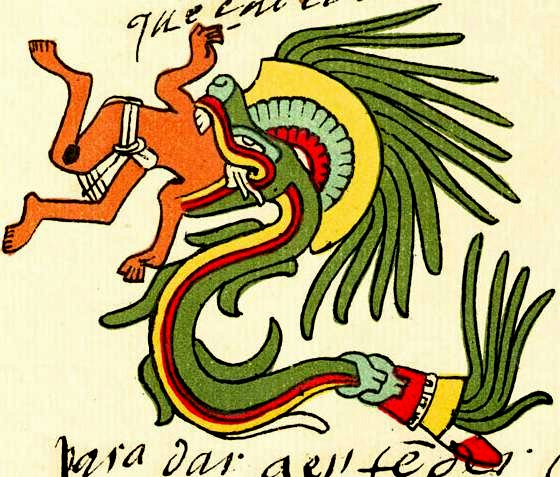
Quetzalcóatl devorando a un hombre en el Códice Telleriano-Remensis

Comparables al biscione son algunas representaciones de la deidad hindú Matsia. Aunque su forma es antropomórfica, con una mitad superior humanoide y una inferior de pez, algunas representaciones lo muestran con la parte superior del cuerpo saliendo de la boca de un pez. En el arte paleocristiano de las catacumbas, el profeta del Antiguo Testamento Jonás es representado como un hombre que es tragado por un pez con aspecto de serpiente. En algunas representaciones el dios azteca Quetzalcóatl aparece devorando a un hombre en su forma de serpiente emplumada. Duris representa a Jasón siendo regurgitado y en la boca de la serpiente o dragón que guarda el Vellocino de oro.

## Escudos, banderas y símbolos que llevan elbiscione

Las primeras armas del Ducado de Milán bajo la Casa Visconti. La corona sobre la serpiente distingue esta variante de las armas simples de la familia Visconti.
El escudo de armas de la Casa de Sforza, con dos biscioni y dos Reichsadlers (águilas imperiales que simbolizan la dominación alemana y austriaca sobre Lombardía).
La bandera del Ducado de Milán, también con dos biscioni y dos águilas imperiales.
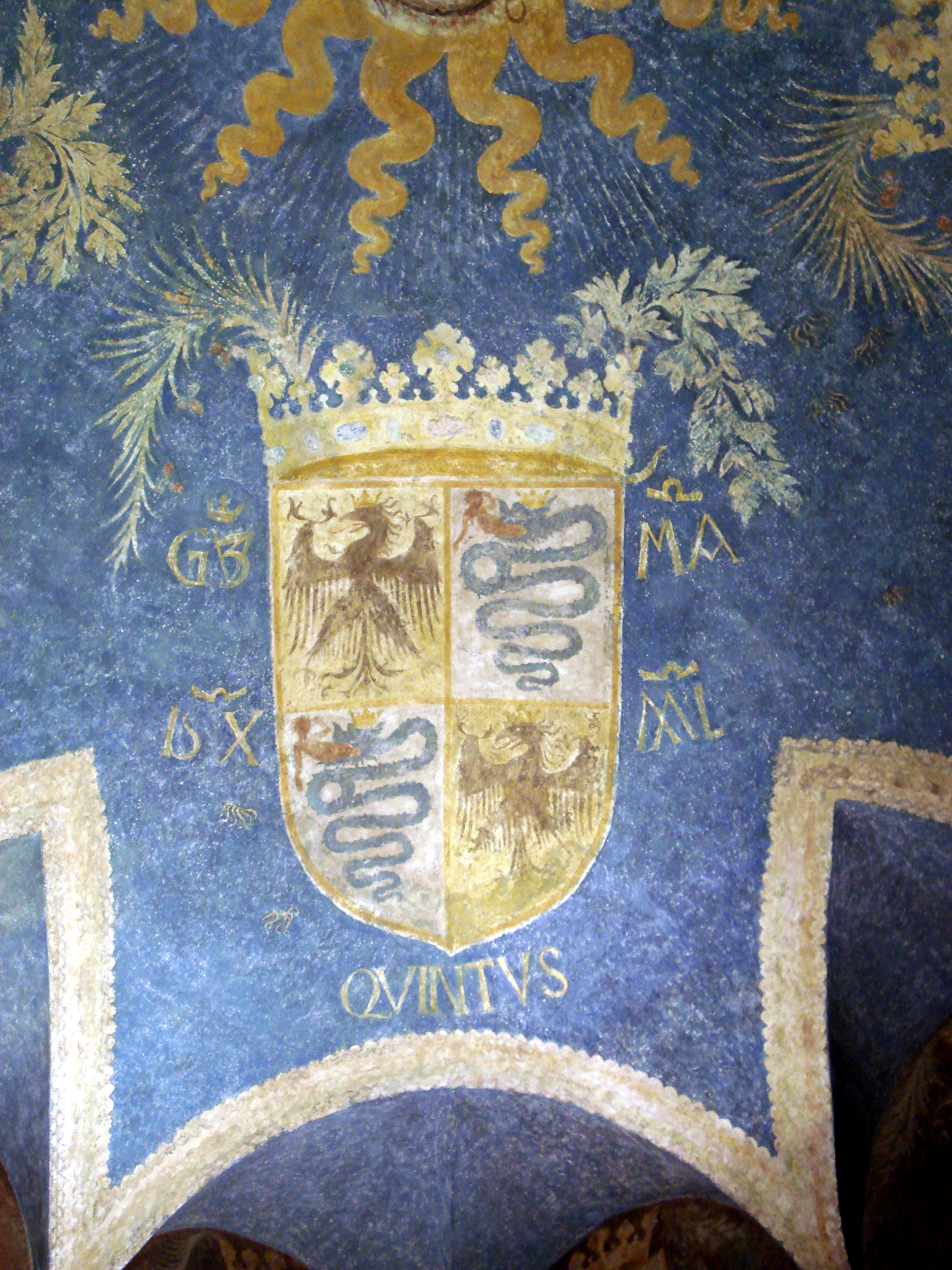
Una variante de la anterior: las armas de Galeazzo Maria Sforza, como en el interior del Castillo Sforza.
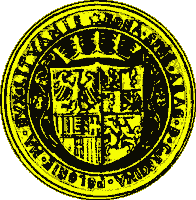
Sello de Bona Sforza, con similitudes a los demás símbolos de los Sforza.
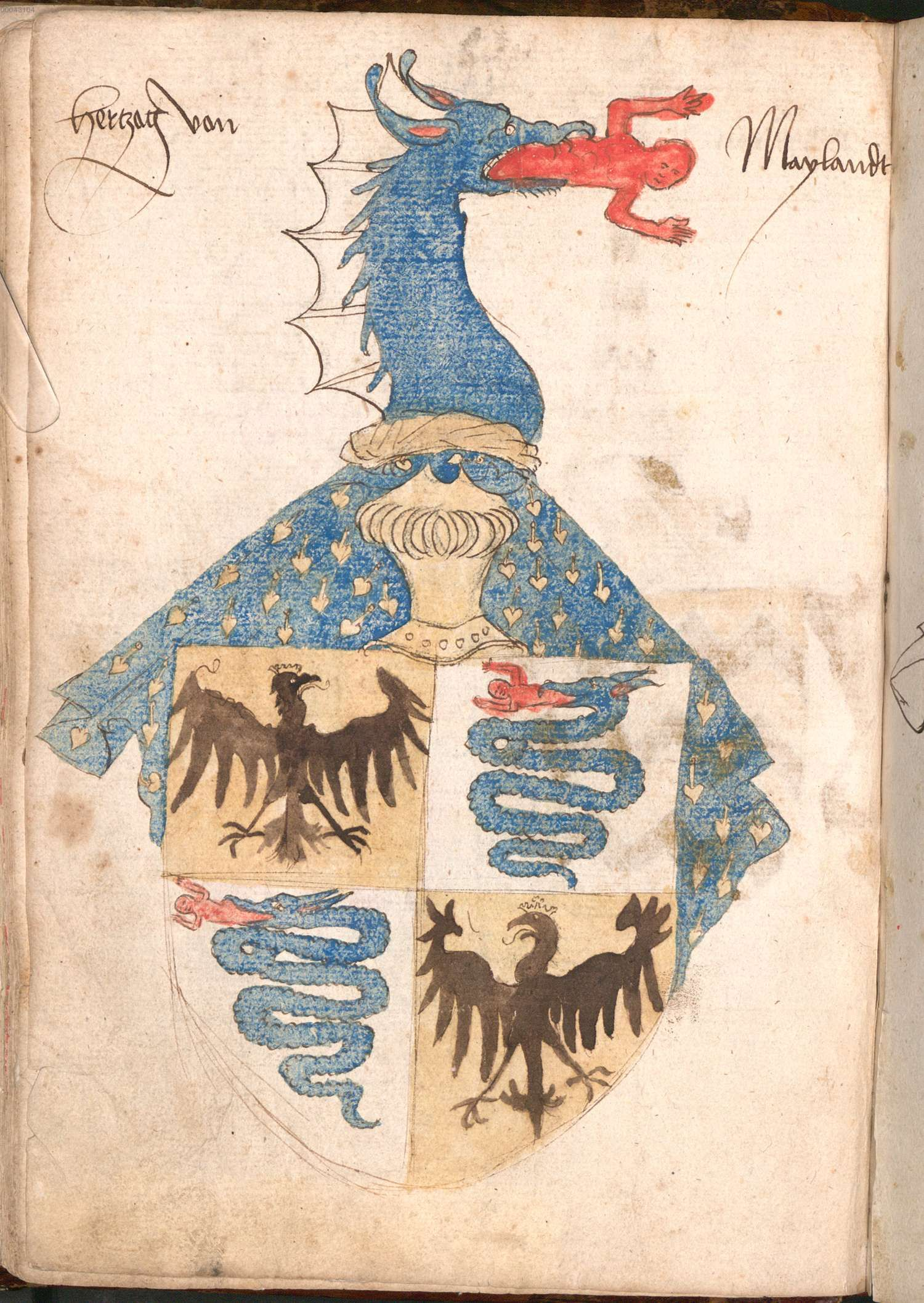
Escudo de las casas Sforza y Caravaggio, según el libro en alemán Wernigeroder (Schaffhausensches) Wappenbuch.
El blasón del Ducado de Montbazon.
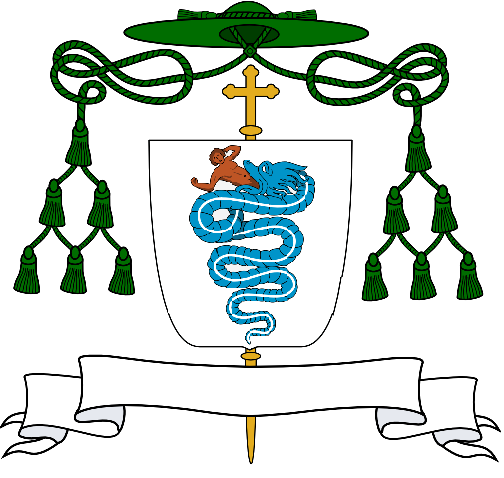
Escudo de armas de Ortensio Visconti, obispo de Lodi.
El escudo del Reino de Italia de Napoleón, que incluye muchos símbolos de ciudades italianas y el águila imperial.
El escudo del Reino de Lombardía-Venecia (tierra de la corona austriaca) acuartela el biscione con el León de San Marcos veneciano.
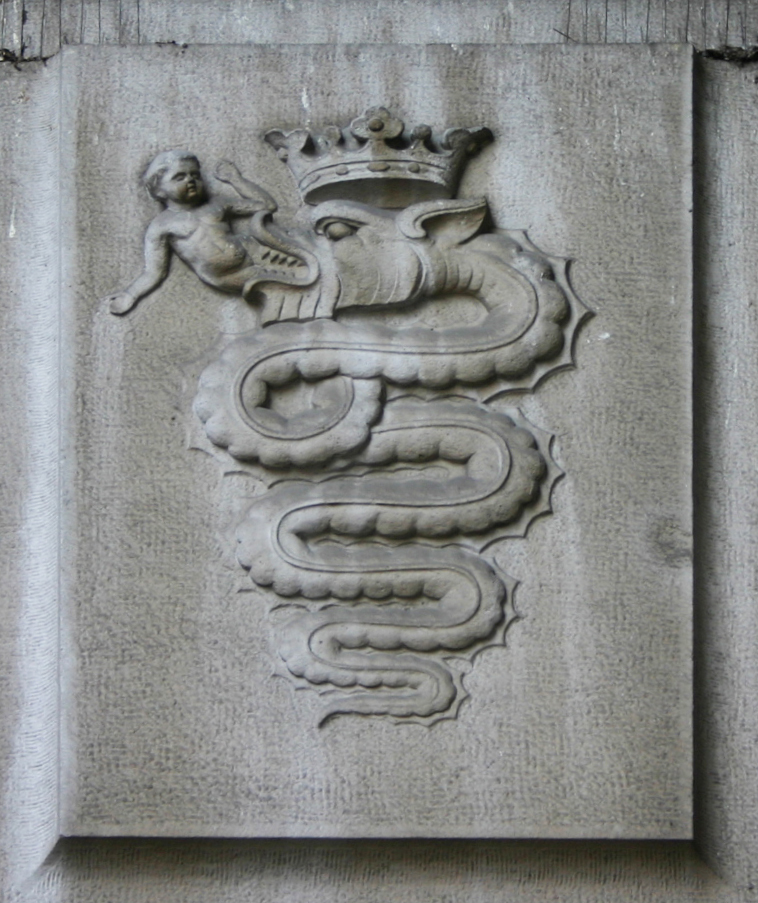
El biscione como símbolo de Milán en la Estación Central
El escudo de armas (la bandera es muy similar) de Sanok, con el biscione que se debe a Bona Sforza.
El sello oficial de Pruzhany (que también figura en su bandera), también con el biscione que se debe a Bona.
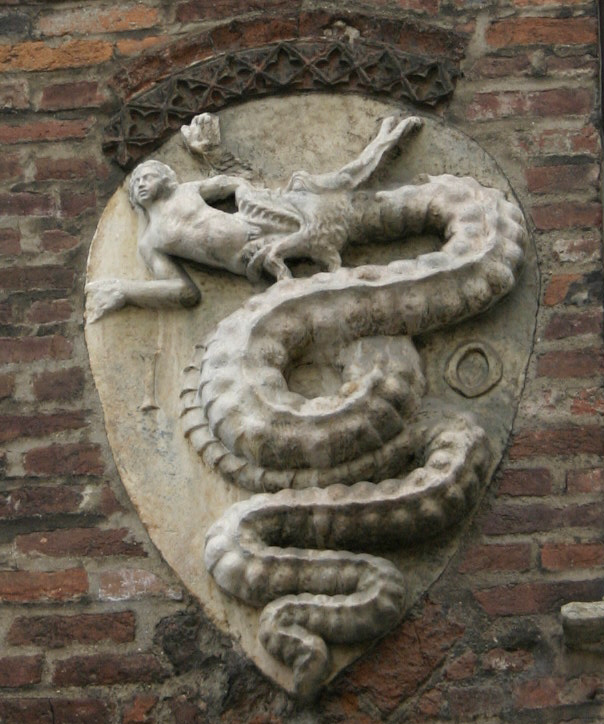
Representación del biscione tragándose a un niño, el escudo de la Casa de Visconti, en el palacio arzobispal de la Piazza Duomo de Milán, Italia.
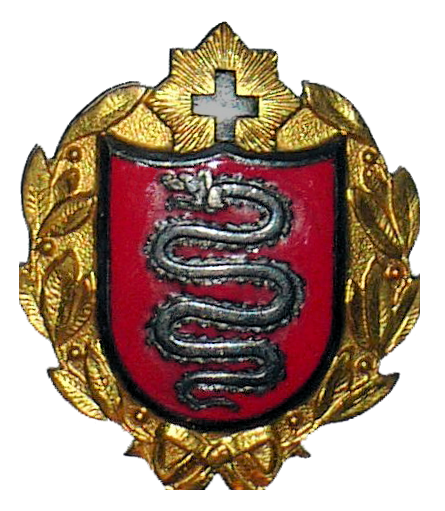
De la ciudad de Bellinzona, en el cantón suizo del Tesino.